# Società Sportiva Formia 1990-1991
Questa voce raccoglie le informazioni riguardanti  la Società Sportiva Formia nelle competizioni ufficiali della stagione 1990-1991.

## Rosa
| N. |                   | Ruolo | Calciatore             |
| -- | ----------------- | ----- | ---------------------- |
|    | Italia (bandiera) | C     | Tiberio Baroni         |
|    | Italia (bandiera) | D     | Luigi Bernabei         |
|    | Italia (bandiera) | D     | Maurizio Carlà         |
|    | Italia (bandiera) | C     | Giovanni Colonna       |
|    | Italia (bandiera) | D     | Ivano Comba            |
|    | Italia (bandiera) | C     | Antonio Falanga        |
|    | Italia (bandiera) | C     | Marco Fiodo            |
|    | Italia (bandiera) | A     | Massimiliano Franchini |
|    | Italia (bandiera) | C     | Ivano Fusco            |
|    | Italia (bandiera) | A     | Giacomo Galli          |

| N. |                   | Ruolo | Calciatore           |
| -- | ----------------- | ----- | -------------------- |
|    | Italia (bandiera) | C     | Patrizio Iengo       |
|    | Italia (bandiera) | C     | Giorgio Magnocavallo |
|    | Italia (bandiera) | P     | Danilo Mercadante    |
|    | Italia (bandiera) | D     | Roberto Monti        |
|    | Italia (bandiera) | P     | Carlo Pagliarulo     |
|    | Italia (bandiera) | D     | Davide Palladino     |
|    | Italia (bandiera) | C     | Salvatore Ragonese   |
|    | Italia (bandiera) | A     | Gennaro Sarnelli     |
|    | Italia (bandiera) | A     | Agostino Spica       |